# سوگندهای قرآن
سوگند یا قسم به یمین اقرار و اعترافی گویند که شخص از روی شرف و ناموس خود می‌کند و خدا یا بزرگی را شاهد گیرد. قسم (به خدا، رسول، امامان و بزرگان).
در بسیاری از سوره‌های اولیهٔ قرآن، سوگندهایی وجود دارد که توسط محققان علوم قرآنی به عنوان شواهدی برای اعجاز قرآن در نظر گرفته شده‌اند. به عنوان مثال، هماهنگی میان سوگندها و اهداف آن‌ها به عنوان اعجاز بلاغی قرآن مورد بحث قرار گرفته‌اند. تفسیر سوگندها به امور طبیعی (مانند قسم به ستارگان) برای مفسران سخت بوده‌است. سیوطی این سوگندها را سنت عرب می‌داند و چون قرآن به زبان عرب‌ها نازل شده‌است بر سنت آنان نیز تطبیق یافته‌است.
تفسیر نمونه می‌نویسد که سوگندهای قرآن دو هدف را دنبال می‌کنند: (۱) جلب توجه به گزاره‌ای که به خاطر آن سوگند یاد می‌شود و (۲) جلب توجه به چیزی که به آن سوگند یاد می‌شود تا اینکه انسان را وادار به تفکر در خود آن چیزها بکند.

## سوگند در قرآن
در چهل و چهار سوره قرآن، ضمن صد و چهار آیه، صد و هجده مورد سوگند در قرآن آمده که در سی و سه سوره قرآن، نود و پنج مورد سوگندهای آفریدگار جهان است که در بیست و سه سوره آغاز سوره با سوگند است، و دو مورد سوگندهایی است که از زبان محمد در اثبات وقوع روز قیامت و محاسبه اعمال و جزاء در آن روز آمده، چهار مورد قسمی است که از برادران یوسف آمده‌است و یک مورد، سوگندی است که ساحران برای فرعون یاد کرده‌اند که بر موسی غالب خواهند شد. یک مورد نیز سوگندی است که شیطان در اغواء بندگان غیر مخلص یاد کرده و پانزده مورد نیز مربوط به مشرکین و منافقین و منکرین روز قیامت است.
سوگندهای قرآنی:
۱ سوگندهای الهی.
۲ سوگندهای مردمی:
الف) سوگندهای پیامبران
ب) سوگندهای مردمان
۱ برادران یوسف
۲ سحره
۳ مشرکین
۴ منافقین
۵ منکرین
۳ سوگند ابلیس
اولین سوگندی که درقرآن آمده درسوره عصر و آخرین آن سوگند به قرآن کریم درسوره یس می‌باشد. در یک مورد قرآن به جان پیامبر (محمد) سوگند یاد کرده‌است: لعمرک (قسم بجان تو) آیه۷۲ حجر.
سوگندهای قرآن به سه روش بیان شده‌اند:
1. با کلمهٔ «اَیمان» (جمع «یمین» به معنی سوگند) و یا با عبارت «لا اقسم»
2. با سه حرف «ی»، «ت»، و «و»
3. با لام ابتدا.

## سوره‌های سوگنددار
همه سوگندها در ۳۵ سوره آمده‌است: ۲۵ مورد ابتدای سوره و ۱۰ مورد در میان سوره.
این سوره‌ها عبارتند از: (یس - صافات - ص - زخرف - دخان - ق - ذاریات - طور - نجم - قلم - قیامت - مرسلات - نازعات - بروج - طارق - فجر - بلد - شمس - لیل - ضحی - تین - عادیات - عصر - ۶۵ نسا - ۷۲ و ۹۲ حجر - ۵۶ و ۶۳ نحل - ۶۸ مریم - ۷۵ واقعه - ۳۸ و ۳۹ الحاقه - ۴۰ معارج - ۳۲ و ۳۳ و ۳۴ مدثر - ۱۵ و ۱۶ و ۱۷ و ۱۸ تکویر - ۱۶ و ۱۷ و ۱۸ انشقاق)
بیشترین سوگندها در سوره شمس است.

## انواع سوگند
| نوع سوگند              | مانند                      |
| ---------------------- | -------------------------- |
| سوگند به پروردگار (رب) | رب‌المشارق                  |
| سوگند به الله          | تالله ۵ مورد               |
| سوگند به کتاب و قلم    | و ما یسطرون-والقرآن الحکیم |
| سوگند به نبات          | والتین                     |
| سوگند به حیوان         | والعادیات                  |
| سوگند به مکان          | و طور سینا                 |
| سوگند به انسان         | ووالد                      |
| سوگند به زمان          | واللیل                     |
| سوگند به طبیعت         | والشمس                     |
| سوگند به فرشتگان       | والنازعات                  |